# Haruo Nakajima

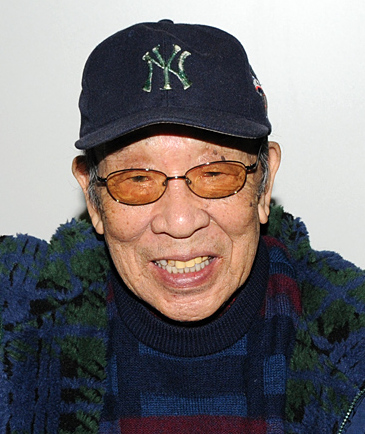
Haruo Nakajima (2013)

Haruo Nakajima (jap. 中島 春雄, Nakajima Haruo; * 1. Januar 1929 in der Präfektur Yamagata; † 7. August 2017) war ein japanischer Schauspieler. Nakajima trat in japanischen Filmen häufig in Monsterkostümen im Rahmen von Suitmation auf und wurde durch seine Rolle des Godzilla bekannt. Nakajima zog sich im Jahr 1973 aus dem Filmgeschäft zurück.

## Filmografie (Auswahl)
- 1953: Eagle of the Pacific (Zero Pilot)
- 1954: Die sieben Samurai (Bandit)
- 1954: Godzilla (Godzilla)
- 1955: Godzilla kehrt zurück (Godzilla)
- 1956: Die fliegenden Monster von Osaka (Rodan / Radon, Meganuron)
- 1957: Weltraumbestien (Mogera)
- 1958: Das Grauen schleicht durch Tokio (H-Man)
- 1958: Varan – Das Monster aus der Urzeit (Varan)
- 1961: Mothra bedroht die Welt (Mothra als Raupe)
- 1962: Ufos zerstören die Erde (Maguma)
- 1962: Die Rückkehr des King Kong (Godzilla)
- 1963: Matango (Matango)
- 1964: Godzilla und die Urweltraupen (Godzilla)
- 1964: Frankensteins Monster im Kampf gegen Ghidorah (Godzilla)
- 1965: Frankenstein – Der Schrecken mit dem Affengesicht (Baragon)
- 1965: Befehl aus dem Dunkel (Godzilla)
- 1966: Frankenstein – Zweikampf der Giganten (Gaira)
- 1966: Frankenstein und die Ungeheuer aus dem Meer (Godzilla)
- 1967: King Kong – Frankensteins Sohn (King Kong)
- 1967: Frankensteins Monster jagen Godzillas Sohn (Godzilla)
- 1968: Frankenstein und die Monster aus dem All (Godzilla)
- 1969: U 4000 – Panik unter dem Ozean (Black Moth, Riesenratte)
- 1969: Godzilla – Attack All Monsters (Godzilla)
- 1970: Monster des Grauens greifen an (Gezora, Ganime)
- 1971: Frankensteins Kampf gegen die Teufelsmonster (Godzilla)
- 1972: Frankensteins Höllenbrut (Godzilla)
- 1973: Der Untergang Japans (Chauffeur des Premierministers)

## Fernsehen
- 1966: Ultra Q (Gomess, Pagos)
- 1966, 1967: Ultraman (Neronga, Gabora, Jirass, Kiyla)
- 1967, 1968: Ultra Seven (U-Tom)

## Einzelnachweis
1. ↑  Ben Skipper: Original Godzilla actor Haruo Nakajima dies at 88. International Business Times, 7. August 2017, abgerufen am 9. August 2017 (englisch).

| Personendaten    | Personendaten                          |
| ---------------- | -------------------------------------- |
| NAME             | Nakajima, Haruo                        |
| ALTERNATIVNAMEN  | 中島 春雄 (japanisch, wirklicher Name) |
| KURZBESCHREIBUNG | japanischer Schauspieler               |
| GEBURTSDATUM     | 1. Januar 1929                         |
| GEBURTSORT       | Präfektur Yamagata                     |
| STERBEDATUM      | 7. August 2017                         |